# Tephrocactus molinensis
Tephrocactus molinensis (Speg.) Backeb., es una especie fanerógama perteneciente a la familia Cactaceae. 

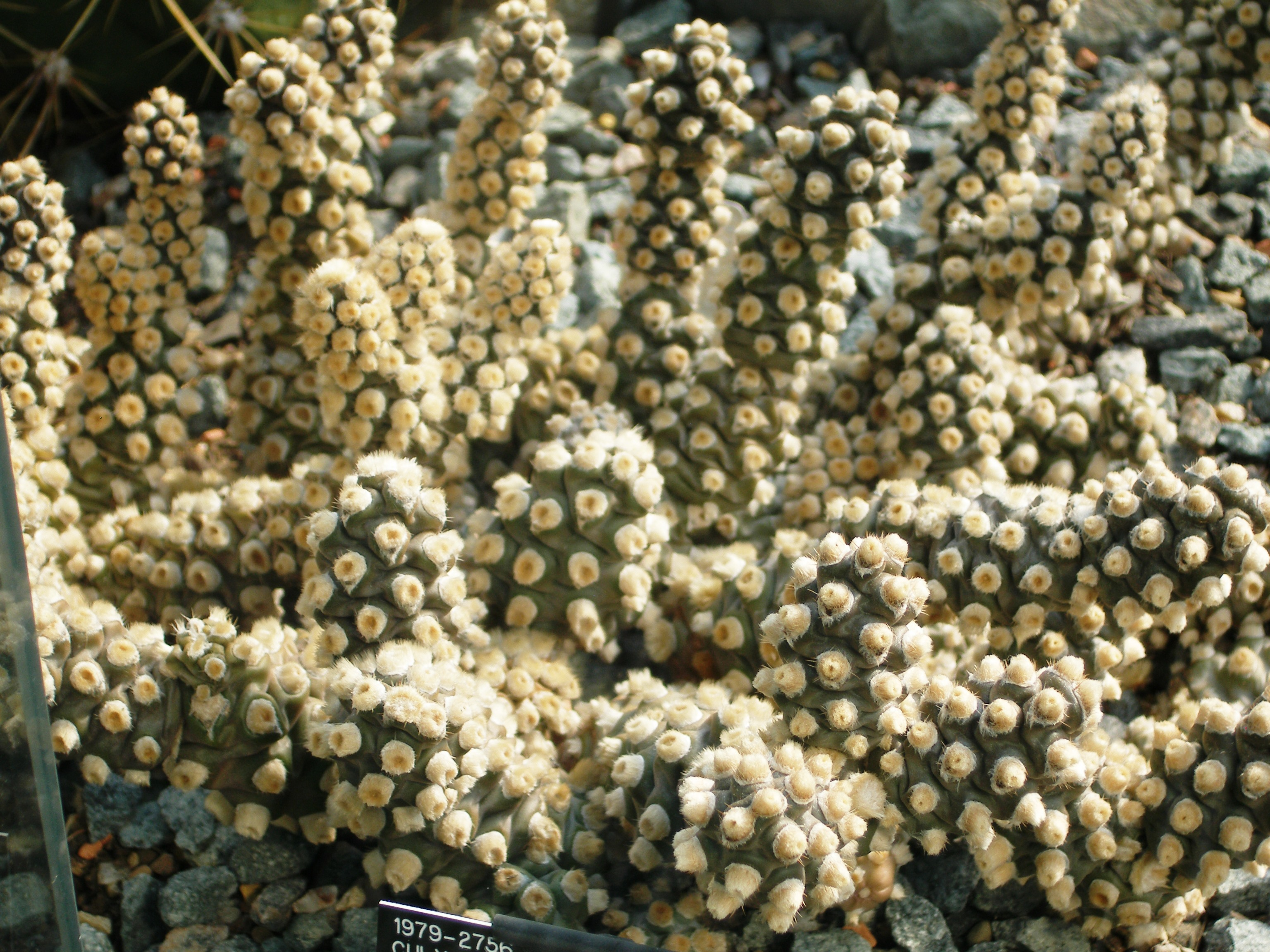
En grupo

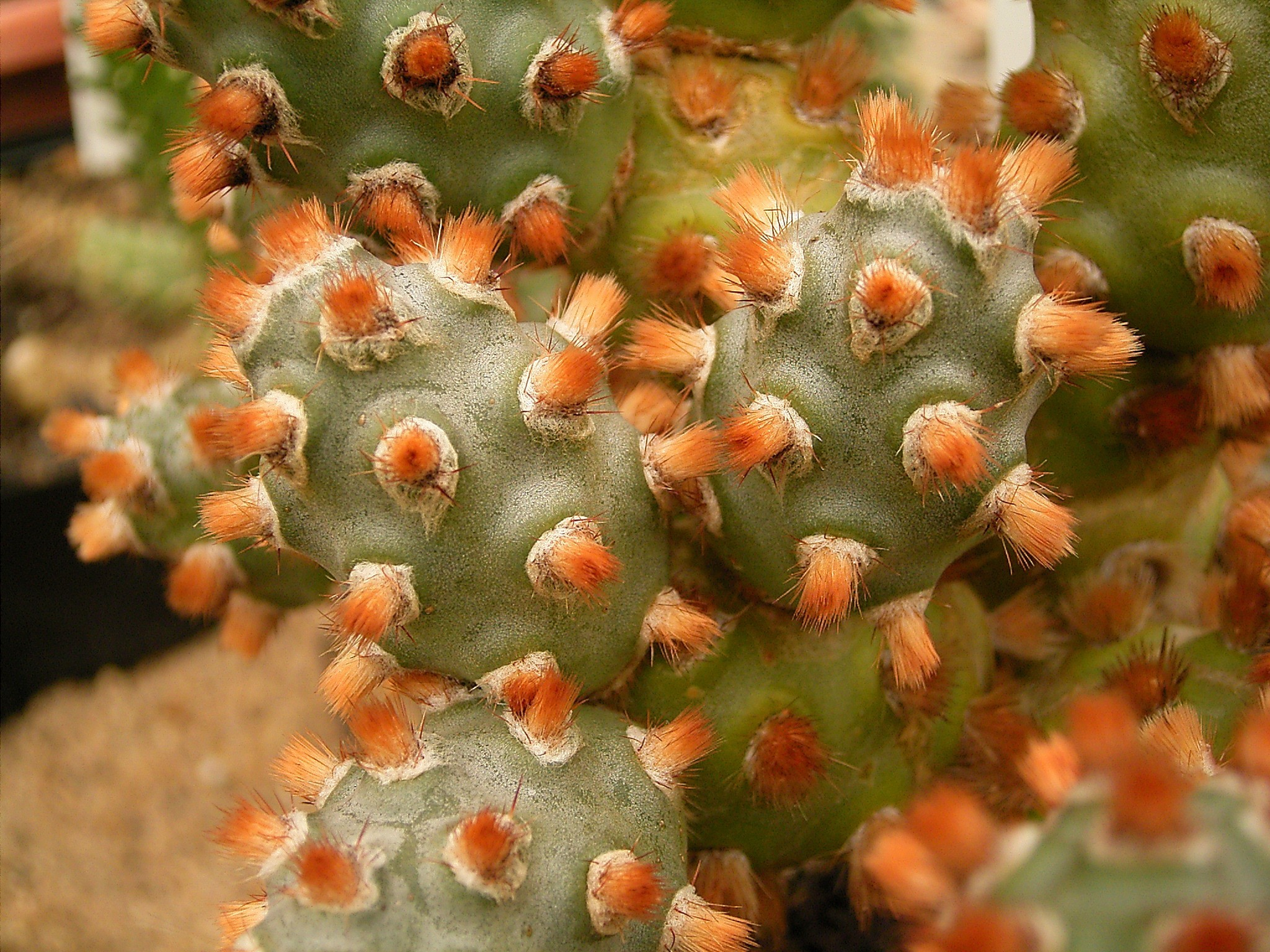
Detalle

## Distribución
Es endémica de Argentina en Salta desde Cafayate a Cachi  a altitudes entre 1.200 y 3.000 m s. n. m. Esta especie está probablemente presente en el Parque Nacional Los Cardones.

## Descripción
Tephrocactus molinensis crece en pequeños grupos de 25 centímetros de diámetro, que están, a menudo, parcialmente cubiertos con arena, y alcanza un tamaño de hasta 10 centímetros. El tallo de color rojo-marrón, esférico a ovoide cortoo  segmentos de  tubérculos de 2,5 a 4 centímetros de largo y diámetros de 1,5 a 3 centímetros. Las protuberancias se forman sólo vagamente. Las 20 a 25 areolas están distribuidas uniformemente y son bastante grandes. Las espinas no están presentes. Los gloquidios de color rojizo o grisáceo y rara vez casi blancos  están en grupos distintos y están rodeados por un anillo de cabellos. Las flores son blancas más o menos rosa y tienen más oscura la franja divisoria. Miden 3 centímetros de largo y casi el mismo diámetro. Su pericarpio se cubre con areolas, que están cubiertos con lana. Los frutos, de pared delgada, son secos.

## Taxonomía
Tephrocactus molinensis fue descrita por (Speg.) Backeb. y publicado en Cactus (Paris) no. 38: 249. 1953
Etimología
Tephrocactus: nombre genérico que deriva de las palabras griegas: tephra, "ceniza", refiriéndose al color de la planta) y cactus por la familia.
molinensis: epíteto
Sinonimia
- Opuntia molinensis
- Maihueniopsis molinensis